# Вандер Луис
Вандер Луис Битенкурт Жуниор (порт. Wander Luiz Bitencourt Junior; 30 мая 1987, Ламин, Бразилия) — бразильский футболист, полузащитник малайзийского клуба «Перак».

## Карьера
Луис дебютировал в 2005 году в клубе «Вила-Нова», где он играл в течение 5 лет, прежде чем он перешёл в тайский клуб «Бурирам» (ныне известен как «Сонгла Юнайтед»), где отыграл два сезона. В 2012 году Луис переехал в «Рачбури», где он выиграл медаль первого тайского дивизиона, а клуб Луиса заслужил повышение в премьер-лигу Таиланда, высший эшелон футбольной лиги Таиланда. Позднее, Вандер был отдан в аренду в клуб «Супханбури».
Позднее, в сезоне 2013 года, он стал игроком колумбийского клуба «Америка» (Кали). В первой половине сезона чемпионата Категория Примера B, Вандер помог команде пройти квалификацию в полуфинал, где он сыграл 21 матч и забил 8 мячей и стал первым бразильским игроком, игравшим во второй фазе турнира. Успешный сезон Вандер завершил 40 матчами и 10 голами.